# 클라이브 바커
클라이브 바커(Clive Barker, 1952년 10월 5일 ~ )는 영국의 소설가, 극작가, 영화 감독이다. 단편집 《Books of Blood》로 잘 알려져 있으며, 이로 세계 환상 문학 대상과 영국 판타지 소설 대상을 수상했다.

## 필모그래피
- 동물원의 밤 (2025년)